# Leôncio Pilato
Leôncio Pilato (sinonímia: Leonzio Pilato, Leontios Pilatos, Léonce Pilate) († 1366), foi um humanista, erudito e tradutor calabrês e um dos primeiros protagonistas dos estudos gregos na Europa Ocidental.  Leôncio comentou e traduziu para o latim obras de autores gregos tais como Eurípides, Aristóteles e Homero, incluindo a Odisseia e a Ilíada.  Foi também o primeiro professor de grego da Europa Ocidental.

## Biografia
Pilatus foi aluno de Barlaão de Seminara.  Em 1350 empreendeu uma viagem para Creta para aperfeiçoar o seu grego clássico.  Em 1342, quando Barlaão se torna bispo de Gerace vamos encontrá-lo nessa cidade. Barlaão transmite a ele o amor pelas viagens tornando-o um aventureiro errante. Em 1360 retornou a Florença a convite de Boccaccio.
Embora se acreditasse que Leôncio fosse de origem grega, sabe-se atualmente que nasceu em Seminara, Reggio Calabria, graças a uma famosa carta endereçada a Boccaccio; Petrarca também afirma que o monge era totalmente calabrês e ralha consigo mesmo ao imaginá-lo grego, ao invés de italiano.
Leo noster vere Calaber, sed ut ipse vult Thesalus, quasi nobilius sit grecum esse quam italum (Sen. III, 6).
Tradução: O nosso Leôncio é na verdade um calabrês, mas poderíamos considerá-lo natural da Tessália como se pensássemos que seria mais nobre ser grego do que italiano.
A sua real importância reside na relação que tinha com Petrarca e Boccaccio.  A sua tradução de Homero para o latim foi uma prosa muito primitiva e praticamente literal, segundo Boccaccio, que subsequentemente a enviou para Petrarca, que devia uma introdução para o poeta e a Pilatus, e estava ansioso por obter uma tradução completa. Pilatus também forneceu a Boccaccio alguns materiais para a sua genealogia dos deuses (Genealogia deorum gentilium), que foi, segundo Edward Gibbon: uma obra de fantástica erudição para aquela época, e que ele ostentosamente salpicou de passagens e expressões em grego, para excitar a imaginação e os aplausos dos seus leitores mais ignorantes.
Ao retornar para o Império Bizantino, em dezembro de 1365, percorrendo a travessia em direção a Veneza, o seu barco vem a naufragar nas proximidades do Golfo de Veneza. Leôncio morre, e junto dele, aparecem os livros que provavelmente levava consigo.

## Traduções
- Eurípides
- Aristóteles
- Ilíada e Odisseia de Homero
- Genealogia deorum gentilium libri
- Diálogos de Platão